# Lamprocryptus amoenus
Lamprocryptus amoenus är en stekelart som beskrevs av Otto Schmiedeknecht 1908. Lamprocryptus amoenus ingår i släktet Lamprocryptus och familjen brokparasitsteklar. Inga underarter finns listade i Catalogue of Life.